# Семякин, Михаил Константинович
 Михаил Константинович Семякин  (20 января 1847 — 17 мая 1902) — русский государственный деятель, действительный статский советник, генерал-майор, Подольский и Могилевский губернатор.

## Биография
Из дворян Херсонской губернии. Сын генерала Константина Романовича Семякина  (1802—1867) от брака его с Еленой Константиновной Катакази  (1814—1867). По матери был внуком бессарабского гражданского губернатора Константина Катакази.
Образование получил в Пажеском корпусе. В 1855 году назначен в пажи к Высочайшему Двору, а в 1863 году камер-пажом, в 1864 году определен прапорщиком в лейб-гвардейский стрелковый Его Величества батальон, а в 1867 году назначен батальонным квартирмейстером, в 1870 году назначен членом суда и командующим ротой. В 1875 году назначен чембарским уездным воинским начальником, в 1878 году назначен командиром 119 резервного пехотного батальона, а затем командующим 37 резервным пехотным полком. В том же году прикомандирован к управлению казанского губернского воинского начальника и назначен членом в экзаменационную комиссию при Казанском юнкерском училище.
В 1879 году назначен козьмодемьянским уездным воинским начальником, в 1885 тетошским, в 1887 псковским. В 1891 году командирован в комиссию, образованную при мобилизационном комитете главного штаба для пересмотра руководства для призыва запасных нижних чинов при мобилизации армии. В том же году прикомандирован на полгода для ознакомления со строевой службой к 140-му пехотному Царицынскому полку. В 1892 назначен командиром 94-го пехотного Енисейского полка. В этом же году командирован в комиссию, образованную при главном штабе, по улучшению порядка призыва новобранцев и поднятия значения военных членов при производстве наборов, а в 1894 году назначен в комиссию по пересмотру положения об управлении хозяйством отдельных частей войск.
9 апреля 1896 года назначен подольским губернатором, с производством за отличие по службе в генерал-майоры с зачислением по армейской пехоте.
С марта 1898 года он возглавлял вместе Епископом Подольским и Брацлавским Иринеем созданный здесь отдел Императорского Православного Палестинского Общества. В феврале 1901 года он был перемещен на губернаторское кресло в другую пограничную губернию — Могилевскую там он и скончался 17 мая 1902 года.

## Воинские звания
- В службу вступил (12.06.1863)[1]
- Прапорщик (23.05.1864)
- Подпрапорщик (27.03.1866)
- Поручик (31.03.1869)
- Штабс-капитан (28.03.1871)
- Майор (30.06.1873)
- Подполковник (04.06.1878)
- Полковник (25.02.1883)
- Генерал-майор (10.04.1896)

## Награды
российские:
- Орден Святого Станислава 2 ст. (1889)
- Орден Святой Анны 2 ст. (1894)
- Орден Святого Владимира 3 ст. (1899)
- Орден Святого Станислава 1 ст. (1901)